# Portret Izabele Portugalske
Portret Isabelle Portugalske je Tizianov portret Izabele Portugalske, cesarice Svetega rimskega cesarstva v olju na platnu, iz leta 1548. Bil je del španske kraljeve zbirke in je zdaj v [[muzej Prado|muzeju Prado]g v Madridu.

## Zgodovina
Ob smrti svoje žene Izabele (1539) cesar Karel ni imel nobenega portreta, ki bi se mu zdel nje vreden, zato je prosil enega svojih najljubših slikarjev Tiziana, naj mu ga naredi. Slikar, ki portretiranke ni nikoli videl, je svoje delo oprl na predhodni portret, na katerem je bila cesarica predstavljena v črni obleki, ki pa je zdaj izginila, saj je leta 1604 zgorela v požaru Palacio del Pardo. Avtor te izvirne slike je v različnih virih omenjen kot 'neznana' ali 'drugorazredna' slikar. Sodobni italijanski viri (Pietro Aretino) navajajo ta portret cesarice in ga opisujejo kot trivialnega, verjetno zato, ker se ne prilagaja italijanskemu okusu, ampak molto simile al vero in nakazuje, da je ugajal cesarju, vsaj toliko, da je na njem temeljil Tizianovo naročilo. Med možnimi pripisi tej manjkajoči sliki so različni mojstri izven Italije, kot so španski Diego de Arroyo, flamska umetnika Scrouts in Vermeyen ali avstrijski Seisenegger.
Ugotovljeno je bilo, da je Tizian za svoj portret Izabele ponovno uporabil že naslikano platno, saj so z rentgensko analizo razločili žensko figuro. Tizian je cesarico sprva naslikal z nekoliko orlovskim nosom. Sliko je predstavil na dvoru leta 1545; cesar je prosil umetnika, naj jo retušira, kot je to storil ob prejšnjih priložnostih s prognatizmom na različnih Karlovih portretih. Tizian se je leta 1548 preselil v Augsburg, da bi retuširal sliko.
Cesarjevo ljubezen do tega portreta potrjuje dejstvo, da je dokumentirano, da ga je spremljal pri njegovem umiku v Juste. Slika je bila v samostanu Descalzas Reales v Madridu, kasneje v madridskem Alcázarju, v kraljevi palači in končno prišla v Prado.

## Opis
Objekt je cesarica Izabela Portugalska (1503–1539), ljubljena žena Karla V., cesarja Svetega rimskega cesarstva, mati Filipa II. Španskega in hči Manuela I. Portugalskega. Tizian jo je naslikal po njeni smrti, pri čemer je za referenco uporabil povprečno sliko. Karel je sliko do konca življenja jemal s seboj na vsa svoja potovanja.
Portret sledi klasični shemi, ki sta jo uporabljala že Rafael in Leonardo da Vinci, v kateri model sedi ob okenski odprtini s pokrajino v ozadju. Pokrajina daje kompoziciji globino, njeni zelenkasti in modrikasti odtenki pa kontrast notranjosti, v kateri prevladujejo tople barve. Slika kaže nekaj togosti, ki je verjetno povezana s konceptom veličastnosti, ki se uporablja v cesarski ikonografiji.
Nosi bogato rdečo obleko in zlati brokat ter okrašeno z okrasnimi kamenčki. Okrašena je tudi z bleščečim nakitom: ogrlico iz biserov z zaponko na prsih z dragulji, ki visijo z drugega bisera v obliki solze, prstan na njeni desni roki in pokrivalo z dragulji. Njena trda pričeska, ki je bila takrat zelo modna, je sestavljena iz kitk. Cesarica drži v levi roki odprto knjigo, morda misal ali molitvenik, in z zaskrbljenim izrazom gleda v oddaljeno točko.

## Portret Karla in Izabele
Obstaja Rubensova kopija portreta cesarskega para, ki naj bi ga Tizian prav tako prvotno naredil, vendar ni ohranjena, saj naj bi zgorela v ognju Real Alcázarja v Madridu na božični večer in božični dan leta 1734. Replika pripada hiši Alba in je razstavljena v palači Liria v Madridu.